# Pavao Pervan
Pavao Pervan, född 13 november 1987 i Livno, Jugoslavien (nuvarande Bosnien och Hercegovina), är en österrikisk fotbollsmålvakt som spelar för VfL Wolfsburg. Han representerar även Österrikes landslag.

## Karriär
I januari 2022 förlängde Pervan sitt kontrakt i VfL Wolfsburg fram över säsongen 2023/2024.